# Andreý Molçanow
Andreý Molçanow (ur. 16 lipca 1987) – turkmeński pływak.
Brał udział w pływaniu na 50 metrów stylem dowolnym na Letnich Igrzyskach Olimpijskich 2008 gdzie nie udało mu się zakwalifikować.